# اللجيمة (الطيال)

تعديل مصدري - تعديل

اللجيمة هي إحدى قرى عزلة بني جبر بمديرية الطيال التابعة لمحافظة صنعاء، بلغ تعداد سكانها 47 نسمة حسب تعداد اليمن لعام 2004.